# Ronald de Boer
Ronaldus (Ronald) de Boer (Hoorn, 15 mei 1970) is een Nederlands voormalig voetballer, huidig voetbaltrainer en de tweelingbroer van Frank de Boer. Hij speelde doorgaans als middenvelder, maar kon ook in de aanval uit de voeten. In zijn beginjaren speelde hij vooral als spits of aanvallende middenvelder, daarna voornamelijk als rechtshalf.
De broers speelden een groot deel van hun carrière voor dezelfde clubs, alsmede voor het Nederlands elftal. Ronald de Boer kende zijn grootste successen bij Ajax, waarmee hij onder meer vijf landstitels en de UEFA Champions League won. Hij werd in die tijd tweemaal tot Nederlands voetballer van het jaar uitgeroepen. Na zijn tijd bij Ajax speelde hij voor verscheidene clubs in het buitenland. In maart 2008 zette hij een punt achter zijn carrière, mede doordat hij geen gezondheidsrisico’s meer wilde nemen na een nekhernia.

## Spelerscarrière
De Boer en zijn tweelingbroer groeiden op in Grootebroek. Ze begonnen met voetballen bij de plaatselijke voetbalclub VV De Zouaven. Daar werd hij opgemerkt door Johan Cruijff, die hem op veertienjarige leeftijd naar de voetbalacademie van Ajax haalde.

### Ajax
Ronald de Boer debuteerde voor Ajax op 22 november 1987 tegen PEC Zwolle en scoorde in zijn eerste wedstrijd. Twee dagen later mocht hij ook invallen in de UEFA Super Cup tegen FC Porto. In de volgende drie seizoenen kwam hij met enige regelmaat in actie. Zijn cijfermatig beste seizoen was 1989/1990, waarin hij twintig Eredivisie-duels speelde, zeven keer scoorde en met Ajax de eerste landstitel sinds vijf jaar veroverde. In de zomer van 1991 verkocht Ajax De Boer aan FC Twente. Hier speelde hij in zijn eerste jaar 33 wedstrijden en maakte hij elf goals. De Boer kwam hier regelmatig als rechtshalf uit. Zijn tweede seizoen in Enschedese dienst begon hij met elf goals in zestien duels, waarop Ajax hem terughaalde. De Boer maakte het seizoen af in Amsterdam met nog vijf doelpunten. Met Ajax won hij de beker en de Super Cup.
In het seizoen 1993/1994 was De Boer een vaste waarde in een Ajax dat landskampioen werd. De aanvaller toonde zich met name als aangever van clubtopscorer Jari Litmanen. De Boer werd dat jaar tot Nederlands Voetballer van het Jaar verkozen. Hij kreeg echter van trainer Van Gaal het verwijt te weinig te scoren voor een diepe spits (vijf goals). Zelf gaf hij aan zich beter te voelen op het middenveld. Hierna werd hij steeds vaker gebruikt als middenvelder. In het seizoen 1994/1995 werd De Boer met Ajax ongeslagen Nederlands kampioen en won het eveneens ongeslagen de Champions League, na een finale tegen AC Milan. Later voegde De Boer met Ajax de Nederlandse Super Cup, de Europese Super Cup en de Wereldbeker voor clubteams toe aan de erelijst. Het daaropvolgende jaar volgde nog een landstitel en wederom een (ditmaal verloren) Champions League-finale. De Boer was inmiddels vaste middenvelder bij de Amsterdamse club en kwam af en toe als spits of buitenspeler uit. Hij werd voor de tweede maal tot beste Nederlandse voetballer uitgeroepen.
In 1996 kwam de omslag voor Ajax, dat een matig seizoen kende. In de zomer van 1997 was het grootste deel van het team van ’95 vertrokken naar het buitenland. De gebroeders De Boer behoorden tot de weinigen die bij Ajax bleven. In het seizoen 1997/1998 heroverde De Boer met een sterk gereviseerd Ajax onder leiding van Morten Olsen de Nederlandse landstitel. Vaste rechtshalf De Boer maakte zeven treffers (waaronder de winnende uit bij Feyenoord en de openingstreffer tegen PSV) en had tien assists. Eind 1998 kregen Frank en Ronald de Boer een conflict met de clubleiding. Ze ontvingen een aanbod van FC Barcelona waarbij hun salaris in vergelijking met hun Ajaxloon vervijfvoudigd zou worden. Ajax weigerde het tweetal te laten gaan. De arbitragecommissie stelde de club in het gelijk. Ajax liet ze desondanks alsnog vertrekken.

### FC Barcelona
Het Spaanse FC Barcelona, onder leiding van Louis van Gaal, werd de eerste buitenlandse club van de broers De Boer. Met een Nederlandse kern won de Catalaanse club de landstitel. De Boer speelde dertien wedstrijden in het restant van het seizoen. Hij overtuigde Barcelona daarmee niet. Na het jubileumseizoen 1999/2000 mocht De Boer (twintig duels, één goal) vertrekken.

### Rangers
Dick Advocaat haalde De Boer naar Rangers. Naast de Nederlandse trainer kwam hij hier wederom een aantal Nederlandse medespelers tegen. Blessureleed zorgde ervoor dat hij hier vaak wat minder aan spelen toekwam, maar hij was normaliter een vaste waarde. In zijn tweede seizoen won De Boer met Rangers zowel de Schotse beker als de Schotse League Cup. In 2002/2003 evenaarde De Boer zijn meest productieve seizoen met 33 duels en zestien goals. Hij won de Schotse landstitel en wederom beide Schotse bekers. Zijn vierde en laatste seizoen bij Glasgow Rangers was er een waarin hij zestien competitieduels speelde. Gedurende de tweede helft van het seizoen sloot ook zijn broer Frank zich aan bij de selectie van de Schotse club.

### Qatar
Na zijn Schotse jaren vertrokken Ronald en Frank de Boer naar Qatar om hun loopbaan af te sluiten. Ze speelden één seizoen voor Al-Rayyan. Medio 2005 vertrokken ze beiden naar het eveneens in Qatar gelokaliseerde Al-Shamal. Frank de Boer stopte in 2006 met voetbal, Ronald ging door. Eind 2007 kreeg hij last van een nekhernia, die hem maanden aan de kant hield. In maart 2008 was hij weer fit. Desondanks besloot hij zijn contract in te leveren. Hij wilde geen gezondheidsrisico’s meer nemen in de laatste twee wedstrijden, tevens kon de club op deze manier een andere buitenlandse speler vastleggen.

### Statistieken
| Seizoen         | Club            |                    | Competitie              | Competitie | Competitie | Beker | Beker | Internationaal | Internationaal | Overig | Overig | Totaal | Totaal |
| Seizoen         | Club            | Wed.               | Competitie              | Dlp.       | Wed.       | Dlp.  | Wed.  | Dlp.           | Wed.           | Dlp.   | Wed.   | Dlp.   |        |
| --------------- | --------------- | ------------------ | ----------------------- | ---------- | ---------- | ----- | ----- | -------------- | -------------- | ------ | ------ | ------ | ------ |
| 1987/88         | Ajax            | Vlag van Nederland | Eredivisie              | 1          | 1          | 0     | 0     | 1              | 0              | —      | —      | 2      | 1      |
| 1988/89         | Ajax            | Vlag van Nederland | Eredivisie              | 17         | 5          | 1     | 0     | 0              | 0              | —      | —      | 18     | 5      |
| 1989/90         | Ajax            | Vlag van Nederland | Eredivisie              | 20         | 7          | 3     | 0     | 2              | 0              | —      | —      | 25     | 7      |
| 1990/91         | Ajax            | Vlag van Nederland | Eredivisie              | 14         | 1          | 1     | 0     | —              | —              | —      | —      | 15     | 1      |
| Club totaal     | Club totaal     | Club totaal        | Club totaal             | 52         | 14         | 5     | 0     | 3              | 0              | 0      | 0      | 60     | 14     |
| 1991/92         | FC Twente       | Vlag van Nederland | Eredivisie              | 33         | 11         | 1     | 0     | —              | —              | —      | —      | 34     | 11     |
| 1992/93         | FC Twente       | Vlag van Nederland | Eredivisie              | 16         | 11         | 1     | 0     | —              | —              | —      | —      | 17     | 11     |
| Club totaal     | Club totaal     | Club totaal        | Club totaal             | 49         | 22         | 2     | 0     | 0              | 0              | 0      | 0      | 51     | 22     |
| 1992/93         | Ajax            | Vlag van Nederland | Eredivisie              | 15         | 5          | 3     | 0     | 0              | 0              | —      | —      | 18     | 5      |
| 1993/94         | Ajax            | Vlag van Nederland | Eredivisie              | 28         | 5          | 3     | 2     | 6              | 2              | 1      | 0      | 38     | 9      |
| 1994/95         | Ajax            | Vlag van Nederland | Eredivisie              | 25         | 5          | 3     | 4     | 10             | 2              | 1      | 0      | 39     | 11     |
| 1995/96         | Ajax            | Vlag van Nederland | Eredivisie              | 30         | 7          | 2     | 1     | 13             | 1              | 1      | 1      | 46     | 10     |
| 1996/97         | Ajax            | Vlag van Nederland | Eredivisie              | 28         | 5          | 1     | 0     | 10             | 1              | 1      | 0      | 40     | 6      |
| 1997/98         | Ajax            | Vlag van Nederland | Eredivisie              | 31         | 7          | 4     | 0     | 8              | 0              | —      | —      | 43     | 7      |
| 1998/99         | Ajax            | Vlag van Nederland | Eredivisie              | 15         | 2          | 1     | 0     | 6              | 0              | 0      | 0      | 22     | 2      |
| Club totaal1    | Club totaal1    | Club totaal1       | Club totaal1            | 224        | 50         | 22    | 7     | 56             | 6              | 4      | 1      | 366    | 78     |
| 1998/99         | FC Barcelona    | Vlag van Spanje    | Primera División        | 13         | 0          | 4     | 1     | 0              | 0              | 0      | 0      | 17     | 1      |
| 1999/00         | FC Barcelona    | Vlag van Spanje    | Primera División        | 20         | 1          | 4     | 0     | 11             | 0              | 1      | 1      | 36     | 2      |
| Club totaal     | Club totaal     | Club totaal        | Club totaal             | 33         | 1          | 8     | 1     | 11             | 0              | 1      | 1      | 53     | 3      |
| 2000/01         | Rangers         | Vlag van Schotland | Scottish Premier League | 17         | 6          | 2     | 0     | 7              | 1              | —      | —      | 26     | 7      |
| 2001/02         | Rangers         | Vlag van Schotland | Scottish Premier League | 24         | 7          | 7     | 0     | 7              | 2              | —      | —      | 38     | 9      |
| 2002/03         | Rangers         | Vlag van Schotland | Scottish Premier League | 33         | 16         | 8     | 2     | 2              | 2              | —      | —      | 43     | 20     |
| 2003/04         | Rangers         | Vlag van Schotland | Scottish Premier League | 16         | 2          | 3     | 1     | 2              | 0              | —      | —      | 21     | 3      |
| Club totaal     | Club totaal     | Club totaal        | Club totaal             | 90         | 31         | 20    | 3     | 18             | 5              | 0      | 0      | 128    | 39     |
| 2004/05         | Al-Rayyan 2     | Vlag van Qatar     | Qatari League           | 22         | 3          | 0     | 0     | —              | —              | —      | —      | 22     | 3      |
| Club totaal     | Club totaal     | Club totaal        | Club totaal             | 22         | 3          | 0     | 0     | 0              | 0              | 0      | 0      | 22     | 3      |
| 2005/06         | Al-Shamal 3     | Vlag van Qatar     | Qatari League           | 17         | 2          | 0     | 0     | —              | —              | —      | —      | 17     | 2      |
| 2006/07         | Al-Shamal 3     | Vlag van Qatar     | Qatari League           | 24         | 4          | 0     | 0     | 0              | 0              | —      | —      | 24     | 4      |
| 2007/08         | Al-Shamal 3     | Vlag van Qatar     | Qatari League           | 15         | 1          | 0     | 0     | —              | —              | —      | —      | 15     | 1      |
| Club totaal     | Club totaal     | Club totaal        | Club totaal             | 56         | 7          | 0     | 0     | 0              | 0              | 0      | 0      | 56     | 7      |
| Carrière totaal | Carrière totaal | Carrière totaal    | Carrière totaal         | 474        | 114        | 52    | 11    | 85             | 11             | 5      | 2      | 616    | 138    |

1 N.B. Dit betreft een clubtotaal, dus een totaal van beide periodes bij AFC Ajax.

2 N.B. Statistieken van de nationale beker bij Al-Rayyan in het seizoen 2004/05 zijn onbekend.

3 N.B. Statistieken van de nationale beker en het internationale toernooi bij Al-Shamal zijn onbekend.

## Interlandcarrière

### Nederlands elftal
Op 24 maart 1993 debuteerde De Boer in een WK-kwalificatiewedstrijd tegen San Marino voor het Nederlands Elftal, toen hij na de eerste helft aantrad als vervanger van René Eijkelkamp. Hij scoorde meteen. Ook Regi Blinker (Feyenoord) maakte in dat duel zijn debuut onder leiding van bondscoach Dick Advocaat. Een half jaar later speelde De Boer zijn tweede interland tegen wederom San Marino en scoorde weer. Tegen Polen scoorde hij zijn derde kwalificatietreffer. Oranje kwalificeerde zich voor het Wereldkampioenschap 1994 in de Verenigde Staten, waar ook De Boer heen ging. Hij speelde er drie wedstrijden, inclusief de verloren kwartfinale tegen Brazilië.
In de kwalificatie voor het EK 96 was De Boer een vaste waarde en vond hij driemaal het net. Op het eindtoernooi speelde hij alle wedstrijden mee. In de kwartfinale tegen Frankrijk werd Nederland na strafschoppen uitgeschakeld. De Boer schoot wel raak in de serie.
Ook op het WK 1998 vertegenwoordigde De Boer Nederland. In de groepsfase scoorde hij tegen Zuid-Korea en tegen Mexico. In de kwartfinale tegen Argentinië stond hij met een loopactie aan de basis van de openingstreffer. Oranje won met 2-1. In de halve finale tegen Brazilië was De Boer met zijn voorzet aangever op de late gelijkmaker van Kluivert. Het kwam vervolgens op penalty’s aan, waarbij De Boers inzet gekeerd werd door Taffarel en uitschakeling een feit was.
Voor het Europees kampioenschap was medeorganisator Nederland automatisch gekwalificeerd. Nederland boekte drie groepsoverwinningen (onder meer op regerend wereldkampioen Frankrijk) en een 6-1-overwinning op Joegoslavië. De Boer kwam drie keer in actie en was doeltreffend tegen Denemarken. In de halve finale werd Oranje uitgeschakeld door Italië, wederom na strafschoppen.
Na het EK in eigen land deden zowel Louis van Gaal als Dick Advocaat in niet meer dan twee kwalificatiewedstrijden een beroep op de rechtshalf van Glasgow Rangers. Het Nederlands elftal wist zich niet te kwalificeren voor het WK 2002. Dit lukte wel voor het EK 2004, maar De Boer was hierbij niet meer van de partij: in april 2003 speelde hij zijn laatste wedstrijd voor Oranje. In totaal speelde hij 67 interlands, waarin hij dertien keer scoorde en tweemaal de aanvoerdersband droeg.

## Privé
De Boer heeft drie dochters uit een eerder huwelijk en twee dochters en een zoon met zijn huidige vriendin.

## Erelijst
| Competitie                             |        |                                             |      |      |
| Competitie                             | Aantal | Jaren                                       |      |      |
| Ajax                                   | Ajax   | Ajax                                        | Ajax | Ajax |
| -------------------------------------- | ------ | ------------------------------------------- | ---- | ---- |
| Mondiaal                               |        |                                             |      |      |
| Wereldbeker voor clubteams             | 1x     | 1995                                        |      |      |
| Internationaal                         |        |                                             |      |      |
| UEFA Champions League                  | 1x     | 1994/95                                     |      |      |
| UEFA Super Cup                         | 1x     | 1995                                        |      |      |
| Nationaal                              |        |                                             |      |      |
| Eredivisie                             | 5x     | 1989/90, 1993/94, 1994/95, 1995/96, 1997/98 |      |      |
| KNVB Beker                             | 2x     | 1992/93, 1997/98                            |      |      |
| PTT Telecom Cup / Nederlandse Supercup | 3x     | 1993, 1994, 1995                            |      |      |
| FC Barcelona                           |        |                                             |      |      |
| Primera División                       | 1x     | 1998/99                                     |      |      |
| Rangers                                |        |                                             |      |      |
| Scottish Premier League                | 1x     | 2002/03                                     |      |      |
| Scottish Cup                           | 2x     | 2001/02, 2002/03                            |      |      |
| Scottish League Cup                    | 1x     | 2002, 2003                                  |      |      |
| Al-Rayyan                              |        |                                             |      |      |
| Emir of Qatar Cup                      | 1x     | 2005                                        |      |      |

### Individueel
- Beste speler van de Eredivisie: 1994, 1996

## Na het voetbal
De Boer gaf bij zijn afscheid aan nog één of twee jaar in Qatar te willen blijven, in een functie als voetbalanalist voor een sportzender. In 2008 deed hij de verkorte trainerscursus voor voetballers met meer dan 40 interlands. Ook liep hij stage bij het Ajax van Marco van Basten. Daarnaast speelt hij bij het team van oud-Ajacieden 'Lucky Ajax'.
De Boer is analist voor wedstrijden van het Nederlands elftal in binnen- en buitenland. Onder meer tijdens het WK 2010, waar hij in Studio Sportzomer voor de NOS zijn commentaar gaf. Hetzelfde deed hij voor Al Jazeera Sports uit Qatar. Later trad De Boer als vaste analist in dienst bij sportzender Sport1, FOX Sports, SBS6 en Veronica.

## Trivia
- Ronald de Boer werd samen met zijn broer Frank geïmiteerd door radiopresentator Edwin Evers in het programma Evers staat op, dat van 1998 tot 2019 liep.
- De Boer won het eerste seizoen van het programma Superstar Chef.
- In 2018 speelde De Boer mee in een sketch van Klikbeet, waarin ook Glenn Helder te zien was.
- In 2019 was De Boer te zien in Goede tijden, slechte tijden.
- In 2021 was De Boer te zien in Verborgen verleden.
- In 2022 deed De Boer mee met een gastoptreden in het Nederlandse televisieprogramma The Masked Singer, samen met zijn dochter Demi de Boer als de Draakjes.
- In 2024 deed De Boer samen met zijn broer Frank mee aan het televisieprogramma Het Jachtseizoen. Ze wonnen van Stuk TV.